# Literatura rumuńska

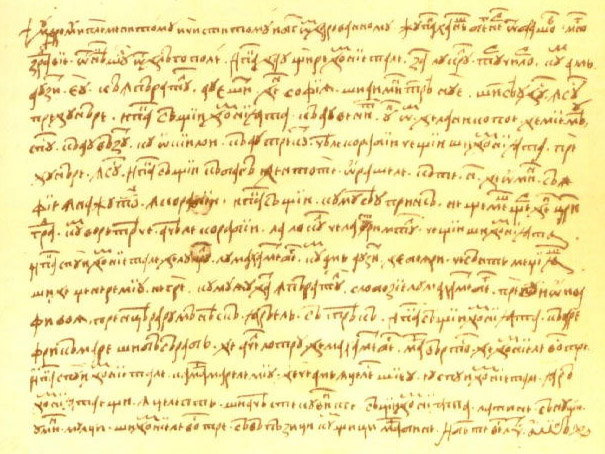
List Neacșu – najstarszy zabytek rumuńskiego piśmiennictwa

Literatura rumuńska – termin obejmujący teksty pisane i mówione w języku rumuńskim, tworzone przez rumuńskich pisarzy w kraju i za granicą. Dzieje literatury rumuńskiej obejmują także piśmiennictwo religijne i świeckie (głównie kroniki), tworzone w języku cerkiewnosłowiańskim, który był językiem urzędowym i literackim księstw rumuńskich w średniowieczu. 
Najstarsze teksty pisane w języku rumuńskim pochodzą z XVI wieku. Z czasów wcześniejszych znane są zapisy pojedynczych słów, nazw osobowych i miejscowych, wplatane do tekstów pisanych w innych językach. Do przełomu XVIII i XIX wieku podstawowym alfabetem używanym do zapisu języka rumuńskiego była rumuńska cyrylica, którą po roku 1862 zastąpił alfabet rumuński.

## Początki literatury rumuńskiej
Literatura rumuńska początkowo pozostawała pod wpływem kultury bizantyjskiej oraz cerkiewnosłowiańskiej tradycji piśmienniczej. Najstarsze zabytki pisane z terenów rumuńskich pisane były w języku cerkiewnosłowiańskim, który pełnił w księstwach rumuńskich funkcję języka literackiego i liturgicznego. Również pierwsze druki z terenów Rumunii pisane były w języku cerkiewnosłowiańskim: Mszał (Liturghierul, 1508), Oktoich (Octoihul, 1510) i Ewangeliarz (Evangheliarul, 1512), wydane staraniem mnicha Macarie w klasztorze Dealu (w okolicy Târgoviște).
Za najstarszy zachowany tekst w języku rumuńskim uchodzi datowany na rok 1521 tzw. list Neacșu – bojara z Długopola (rum. Dlăgopole, dziś Câmpulung) adresowany do braszowskiego starosty. Jest to zwarty tekst rumuński, pisany rumuńską cyrylicą i zawierający pewne elementy (formuły wstępu i zakończenia) w języku cerkiewnosłowiańskim. Za najstarszą drukowaną książkę w języku rumuńskim uchodzi Katechizm luterański (Catehismul Luteran), wydany w 1544 r. w Sybinie staraniem Filipa Mołdawianina (Filip Moldoveanul). Do dziś nie zachował się żaden egzemplarz tego tekstu. Z tego okresu pochodzi kalwiński Śpiewnik Carte de cântece – jedna z pierwszych prób użycia alfabetu łacińskiego dla zapisu języka rumuńskiego.
Na rosnącą rolę języka rumuńskiego (nazywanego wówczas wołoskim lub mołdawskim) wskazują dość liczne przekłady ksiąg religijnych z wieku XVI wiek. Należą do nich m.in. przekłady Biblii: Psałterz szkejański (Psaltirea Scheiană), Psałterz woroniecki (Psaltirea Voronețeană), Psałterz Hurmuzaki (Psaltirea Hurmuzaki) czy Kodeks woroniecki (Codicele Voroneţean). Dokładne daty powstania rękopisów pozostają nieznane. Pierwszy pełny przekład Pisma Świętego ukazał się w roku 1668 – Biblia bukaresztańska.

## Literatura XVII–XVIII wieku

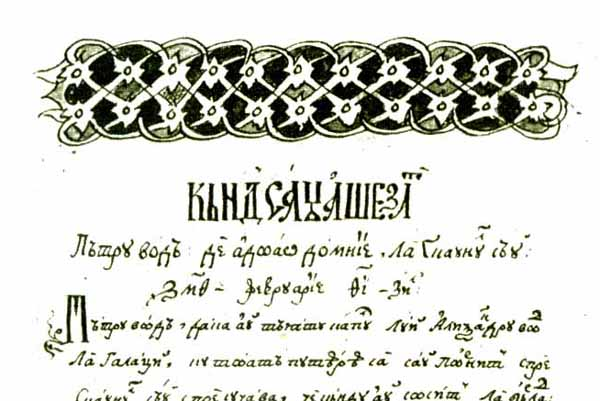
Fragment Latopisu Ziemi Mołdawskiej Grigora Ureche

W XVII–XVIII wieku w Mołdawii rozwijało się piśmiennictwo religijne i historiografia. Tradycję pisania kronik w języku rumuńskim zapoczątkował Grigore Ureche (1590–1647), piastujący wysokie urzędy na dworach hospodarów mołdawskich. Napisał on Latopis Ziemi Mołdawskiej, kronikarski tekst, opisujący dzieje księstwa mołdawskiego od jego powstania w XIV w. aż do końca wieku XVI. Utwór ten powstał w latach 1642–1647 i był pierwszym rumuńskojęzycznym tekstem tego typu. Teksty kronikarskie powstające w księstwach rumuńskich wcześniej (np. szesnastowieczne kroniki pisane przez biskupa Macarie lub mnicha Azarie) powstawały w języku cerkiewnosłowiańskim. Ureche w swym Latopisie jako pierwszy Mołdawianin sformułował tezę o łacińskim pochodzeniu języka mołdawskiego uznając przy tym, iż Mołdawianie i Wołosi są potomkami rzymskich kolonizatorów osiedlających się w Dacji w starożytności, głosił również pogląd o jedności narodowej Rumunów, zamieszkujących Mołdawię i Wołoszczyznę.
Kronikarskie dzieło Grigora Ureche kontynuował Miron Costin (1633–1691), wywodzący się z wpływowego rodu mołdawskiego. Wykształcenie zdobywał on w jezuickich szkołach w miasteczku Bar oraz w Kamieńcu Podolskim oraz prawdopodobnie również we Lwowie. Costin jest autorem Latopisu Ziemi Mołdawskiej od wojewody Arona (rum. Letopisețul Țării Moldovei de la Aaron Vodă), który powstał w latach 1675–1677 i opisuje wydarzenia rozrywające się w przeciągu 66 lat od okresu powtórnego objęcia rządów przez hospodara Arona w 1594 r., do objęcia władzy przez Istrate Dabija w 1661 r. Latopis przedstawia napisane barwnym językiem dzieje polityczne ówczesnej Mołdawii, prezentuje także portrety znanych osobistości, władców i arystokratów mołdawskich. 
Innym dziełem Mirona Costina jest pisana w języku polskim praca Chronika Ziem Mołdawskich i Multańskich (powstała pod koniec lat 70. XVII w.), stanowiąca opis historyczno-geograficzny hospodarstwa mołdawskiego i wołoskiego. W utworze tym Costin przedstawia teorię o rzymskim pochodzeniu Rumunów, na poparcie swej tezy przytaczając argumenty historyczne, językowe, archeologiczne i etnograficzne.
Rozwinięcie tej teorii zawiera pisany w języku rumuńskim, niedokończony traktat historyczny, podejmujący problem pochodzenia Rumunów, zatytułowany O narodzie Mołdawian, z jakiej ziemi pochodzą ich przodkowie (rum. De neamul moldovenilor, din ce țară au ieșit strămoșii lor). Sam tekst zachował się do dzisiaj z późniejszych, osiemnastowiecznych odpisów, jednak na podstawie analiz ustalono, iż powstał najprawdopodobniej w latach 1685–1691. W traktacie przedstawione zostały dzieje cesarstwa rzymskiego, jego podboje i granice, podbój Dacji przez Rzymian i kolonizacji tych terenów przez ludność rzymską. Tekst ma charakter polemiczny i koncentruje się na podważaniu argumentów sprzeciwiających się teorii o rzymskim pochodzeniu Rumunów. 
Po śmierci Costina latopis dokończył ostatni z wielkich kronikarzy mołdawskich – Ion Neculce (1672–1745) opisując w nim wydarzenia do 1743 r.
Europejską sławę zyskał Dymitr Kantemir (1673–1723), hospodar Mołdawii, naukowiec, humanista i pisarz, autor wielu dzieł z zakresu filozofii, historii, geografii, etnografii, muzykologii, filologii i literatury pięknej. Dużą wartość naukową miała wydana przez niego w 1716 r. w Berlinie praca Descriptio Moldaviae, szczegółowo omawiająca kwestie geograficzne, polityczne i etniczne hospodarstwa mołdawskiego.
W tym czasie, przede wszystkim na bazie literatury mołdawskiej, zaczął się kształtować rumuński język literacki. Wśród kronikarzy w Księstwie Wołoskim wyróżniał się w tym okresie m.in. R. Popescu.

## Odrodzenie narodowe
Na przełomie XVIII i XIX wieku w Siedmiogrodzie, znajdującym się podówczas w granicach Imperium Habsburgów, działali pisarze, reprezentujący tzw. szkołę siedmiogrodzką. Pisarze ci próbowali w naukowy sposób udowadniać tezę o rzymskim pochodzeniu Rumunów i ich języka, a także o kontynuacji osiedlenia romańskiego w Siedmiogrodzie od czasów starożytnych do im współczesnych. W pracach przedstawicieli szkoły pojawiły się również postulaty politycznej, ekonomicznej i kulturowej emancypacji Rumunów. Dzięki staraniom twórców z kręgu szkoły siedmiogrodzkiej rumuńską cyrylicę, dotychczas używaną do zapisywania języka rumuńskiego, zastąpiono w Transylwanii alfabetem rumuńskim. Emigrując z ziem należących do państwa Habsburgów, uczniowie działaczy szkoły siedmiogrodzkiej stali się głównymi inicjatorami tzw. rumuńskiego odrodzenia narodowego na Wołoszczyźnie. Za najważniejszych przedstawicieli szkoły siedmiogrodzkiej uważani są m.in. Samuil Micu, Petru Maior, Gheorghe Șincai i Ion Budai-Deleanu. Dzięki ich staraniom rumuńska ideologia narodowa zyskiwała coraz większą popularność wśród wołoskiej i mołdawskiej ludności. Rozpoczął się długotrwały proces reromanizacji języka rumuńskiego, polegający na zastępowaniu słowiańskich (ale także węgierskich i tureckich) elementów języka elementami romańskimi.

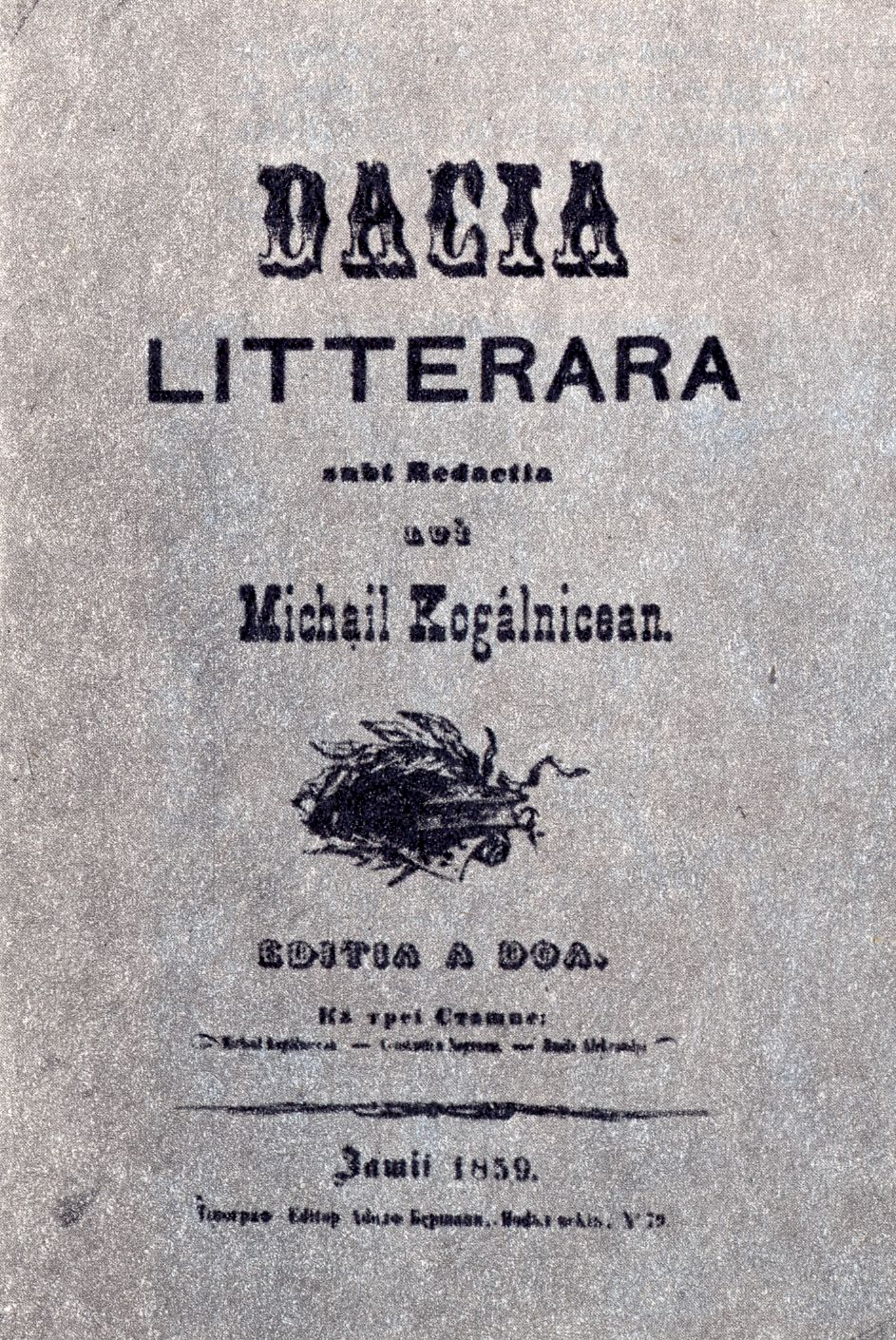
Strona tytułowa pisma Dacia literară drugiej edycji z 1859 r.

Wiek XIX przyniósł wielkie ożywienie kultury. W literaturze rumuńskiej znalazły odbicie wyzwoleńcze i społeczne dążenia narodu, powstawały towarzystwa kulturalne, czasopisma oraz zawodowy teatr rumuński. W pierwszej połowie 1840 roku ukazywało się założone przez Mihaila Kogălniceanu pierwsze rumuńskie pismo literacko-społeczne, Dacia literară. Na łamach pisma pojawiały się postulaty rozwoju oryginalnej rodzimej literatury, inspirowanej folklorem, rumuńską historią i aktualnymi problemami społecznymi. Równolegle podkreślano potrzebę rozwijania języka narodowego. Autorzy pisma stawiali sobie cel wspieranie rodzimej, ambitnej literatury, czemu służyć miała rzeczowa krytyka nowych publikacji książkowych, sformułowana w haśle Będziemy krytykować książki, a nie ich autorów. Były to jednocześnie pierwsze kroki rozwoju rumuńskiej krytyki literackiej.
Zakreślony na łamach pisma program troski o rozwój ambitnej, nowoczesnej literatury rumuńskiej w duchu romantyzmu, bez względu na granice dzielące ziemie rumuńskie, spotkał się z żywym odzewem. Program pisma poparli liczni pisarze, reprezentujący tzw. pokolenie 1848, zwane też grupą paszoptystów (rum. patruzeci și opt 'czterdzieści osiem'), m.in. Dimitrie Bolintineanu, Grigore Alexandrescu, Costache Negruzzi, Alecu Russo, Vasilie Alecsandri.
Ze względu na kłopoty z cenzurą, wydawanie pisma zostało zawieszone po ukazaniu się trzech numerów. Jednak środowisko skupione wokół pisma nie zakończyło działalności. Vasile Alecsandri, Mihail Kogălniceanu i Constantin Negruzzi utworzyli w 1840 r. w Jassach teatr (dziś Teatr Narodowy), będący pierwszą na ziemiach rumuńskich próbą stworzenia trwałej instytucji teatralnej. Na potrzeby sceny Alecsandri zaczął pisać utwory dramatyczne. Były to początkowo przeróbki oryginalnych dramatów francuskich, (komedie Farmazonul din Hârlău, wystawiona na jesieni 1840 r., oraz  Cinovnicul și modista, w lutym 1841 r.), później już oryginalne teksty (m.in. Iorgu de la Sagadura z 1844 r.). 
Program kulturalny pisma Dacia literară podjął wydawany przez ten sam krąg autorów tygodnik Propășirea (Postęp). Pismo to ukazywało się zaledwie przez dziesięć miesięcy (od 9 stycznia, do 29 października 1844 r.), lecz jego wkład w rozwój literatury rumuńskiej jest znaczny. Na jego łamach publikowane były artykuły krytyczne, rozprawy historyczne oraz utwory literackie (poezja i proza).

## Druga połowa XIX wieku

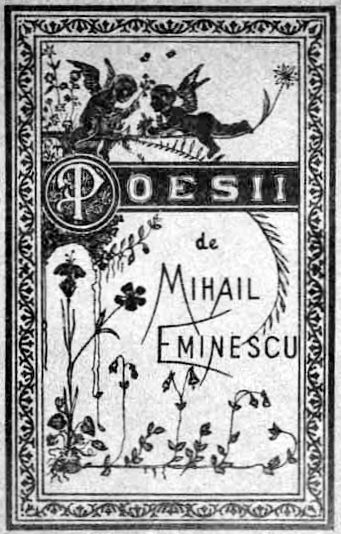
Okładka tomu wierszy Poesii Mihai Eminescu z 1883 r.

W drugiej połowie XIX wieku tworzyli m.in. Alexandru Odobescu, Bogdan Petriceicu Hasdeu (także filolog i historyk), Ion Creangă oraz najwybitniejszy poeta rumuński Mihai Eminescu, jeden z głównych przedstawicieli europejskiej liryki romantycznej. W 1863 powstało stowarzyszenie literatury Junimea, a od roku 1867 ukazywał się jego organ „Convorbiri Literare” (współzałożycielami byli Titu Liviu Maiorescu i Constantin Negruzzi), grupujące zwolenników hasła „sztuka dla sztuki”. Przedstawiali mu się pisarze proletariaccy skupieni wokół pisma „Contemporanul” (założone w roku 1881 przez C. Dobrogeanu-Ghereę).

## Wiek XX do końca I wojny światowej
Na przełomie XIX i XX wieku literaturę realistyczną o akcentach ostrej krytyki społecznej reprezentowali dramatopisarz Ion Luca Caragiale oraz prozaicy: Ioan Slavici, Duiliu Zamfirescu, Barbu Ștefănescu Delavrancea, Alexandru Vlahuță (także poeta). W poezji wyróżniali się: George Coșbuc, Octavian Goga, Carmen Silva oraz symboliści: Ion Minulescu i George Bacovia. Pisarze przejawiający zainteresowanie problematyką chłopską (m.in. Nicolae Iorga) skupiali się wokół pism „Sămănătorul” (założonego 1901) i „Viața românească” (założonego 1906, przywódca – krytyk Garabet Ibrăileanu).

## Okres międzywojenny
Okres po zakończeniu I wojny światowej był dla literatury rumuńskiej szczególnie owocny. Intensywnie rozwijała się wówczas powieść, początkowo inspirowana w znacznej mierze przez wydarzenia wojenne oraz związane z nią przemiany społeczne. Do tematyki wojennej nawiązują m.in. powieści Liviu Rebreanu (1885–1944) Las wisielców (rum. Pădurea spânzuraților, 1922), Bunt (rum. Răscoala, 1933) oraz Camila Petrescu Ostatnia noc miłości, pierwsza noc wojny (rum. Ultima noapte de dragoste, întâia noapte de război, 1930). 
Do wyróżniających się osobowości literackich tego czasu zaliczany jest również prozaik i historyk George Călinescu (1899–1965). Debiutowali podówczas także poeci Tudor Arghezi (1880–1967), Lucian Blaga (1895–1961) oraz Ion Barbu (1985–1961), swą karierę rozpoczynał także pisarz i religioznawca Mircea Eliade (1907–1986). Działający na Zachodzie i piszący po francusku Rumun, Tristan Tzara (1896–1963), był twórcą dadaizmu, jednego z najbardziej radykalnych nurtów awangardowych w literaturze i sztuce współczesnej.

## Literatura powojenna
Po objęciu w kraju władzy przez komunistów (1944), podobnie jak w innych krajach znajdujących się pod wpływem Związku Radzieckiego, obowiązującym modelem kultury, tak w sztukach wizualnych, jak i literaturze, stał się realizm socjalistyczny. Za sprawą politycznych ingerencji doszło do rozwiązania istniejących wcześniej instytucji i organizacji kulturalnych, takich jak Związek Pisarzy Rumuńskich czy Akademia Rumuńska i zastąpienia ich nowymi, tworzonymi według wzorów sowieckich i zrzeszającymi ludzi akceptowanych przez system. Poprzez działania polityczne (represje, zakaz druku i wycofywanie z bibliotek książek niepożądanych autorów) uległa zerwaniu więź z międzywojenną tradycją literacką. Kontrola polityczna doprowadziła do przeformułowania roli, jaką literatura ma pełnić w życiu społecznym. Utwory literackie miały stać się elementem propagandy, służącej przede wszystkim celom politycznym i społecznym, natomiast wartość artystyczna tekstów, poszukiwania formalne i treściowe i ideowe przestały odgrywać istotną rolę. Stąd też w pierwszych latach powojennych powstawały głównie utwory utrzymane w poetyce realizmu socjalistycznego, zakładającego m.in. typowość opisywanych sytuacji, ideologiczną motywację rozwoju akcji i romantykę rewolucyjną oraz przesłanie dydaktyczne. Wśród autorów, tworzących utwory prozatorskie w zgodzie z założeniami realizmu socjalistycznego byli m.in. Mihail Sadoveanu (1880–1961), autor takich utworów, jak Fantezii răsăritene (1946), Păuna Mică (1948), a zwłaszcza Mitrea Cocor, Zaharia Stancu (1902–1974), pierwszy przewodniczący nowego Związku Pisarzy Rumuńskich, Alexandru Jar (1911–1988), Petru Dumitriu (1924-2002) czy Eusebiu Camilar (1910–1965). Również poezja stała się narzędziem propagandy, co objawiało się np. w afirmacji i akceptacji nowego porządku politycznego a zaowocowało liryką zaangażowaną w bieżące sprawy społeczno-polityczne i unikającą intymności. Wśród poetów tego okresu zaznaczyli swą obecność m.in. Alexandru Toma (1875–1954), Dan Deșliu (1927–1992), Mihai Beniuc (1907–1988), Marcel Breslașu (1903–1966).
W powojennej literaturze rumuńskiej dominuje poezja, m.in. twórcy: Maria Banuș, Nina Cassian, Nicolae Labiș, Nichita Stănescu, Marin Sorescu, Ana Blandiana, Ștefan Augustin Doinaș, Mircea Dinescu. 
Prozę reprezentują Mircea Cărtărescu, Lucia Demetrius, Zaharia Stancu, Mihail Sadoveanu, Mircea Eliade (wybitny religioznawca), Marin Preda, Eugen Barbu, Alexandru Ivasiuc, Dumitru Radu Popescu (także dramatopisarz), Augustin Buzura, Nicolae Breban, Constantin Țoiu, Ștefan Bănulescu, George Bălăiță. 
Dramat natomiast Alexandru Mirodan, Teodor Mazilu, Marin Sorescu, Aurel Baranga, Paul Everac. W krytyce literackiej na czoło wysuwają się: Nicolae Manolescu, Mircea Zaciu, Eugen Simion. Spośród rumuńskich emigrantów światową sławę zdobyli tworzący we Francji: Tristan Tzara, Eugen Ionescu, Emil Cioran.

## Grupy i kierunki literackie
- „Contimporanul” – czasopismo ukazujące się w latach 1922–1932, skupiające artystów awangardowych[13]
- Gândirism – nurt literacki od lat 20 do 40. XX w., gloryfikujący życie i obyczaje tradycyjnej wsi
- Poporanizm – nurt z przełomu XIX i XX w., głoszący apologię chłopstwa jako podstawy egzystencji narodu[14]
- Sămănătorism – nurt z pierwszego dziesięciolecia XX w., koncentrujący się na tematyce chłopskiej i narodowej[15]